# Кундинамарка
Кундинама̀рка (на испански: Cundinamarca) е един от тридесет и двата департамента на южноамериканската държава Колумбия. Намира се в централната част на страната. Департаментът е с население от 3 242 999 жители (към 30 юни 2020 г.) и обща площ от 22 370 км². Столицата на страната Богота е почти изцяло обградена от департамент Кундинамарка.